# Miroľa
Miroľa este o comună slovacă, aflată în districtul Svidník din regiunea Prešov. Localitatea se află la altitudinea de 382 m deasupra n.m., se întinde pe o suprafață de 6,11 km2 și în 2017 număra 58 de locuitori.

## Istoric
Localitatea Miroľa este atestată documentar din 1572.

## Demografie
| An:                | 1994 | 2004    | 2014    | 2024    |
| ------------------ | ---- | ------- | ------- | ------- |
| Număr de persoane: | 89   | 73      | 63      | 50      |
| Diferență:         |      | −17,97% | −13,69% | −20,63% |

| An:                | 2023 | 2024 |
| ------------------ | ---- | ---- |
| Număr de persoane: | 50   | 50   |
| Diferență:         |      | +0%  |